# Francisco António Gonçalves Cardoso
Francisco António Gonçalves Cardoso foi um administrador colonial português que exerceu o cargo de Governador-Geral da Província de Angola entre 1866 e 1869, tendo sido antecedido por um conselho de governo entre 1865 e 1866 e sucedido por Carlos Augusto Franco e sucedido pelo 2.º mandato de José Rodrigues Coelho do Amaral.
Também foi Governador de Macau por alguns meses em 1851. Tinha sido nomeado pelo 18º governo constitucional, chefiado pelo conde de Tomar. Esta circunstância pode ter estado na raiz da sua substituição no cargo, decidida pelo primeiro governo “regenerador”, presidido por Saldanha.
O facto de ter sido nomeado pelo último governo cabralista não interferiu com a sua carreira futura, já que viria ainda a ser Intendente da Marinha de Lisboa e (por inerência) Inspector do Arsenal da Marinha (1854-1865). Seria ainda comandante do Corpo de Marinheiros e Ajudante de Campo do rei D. Luís. Morreu contra-almirante em 1875.